# Fredrik Mauritz Colliander

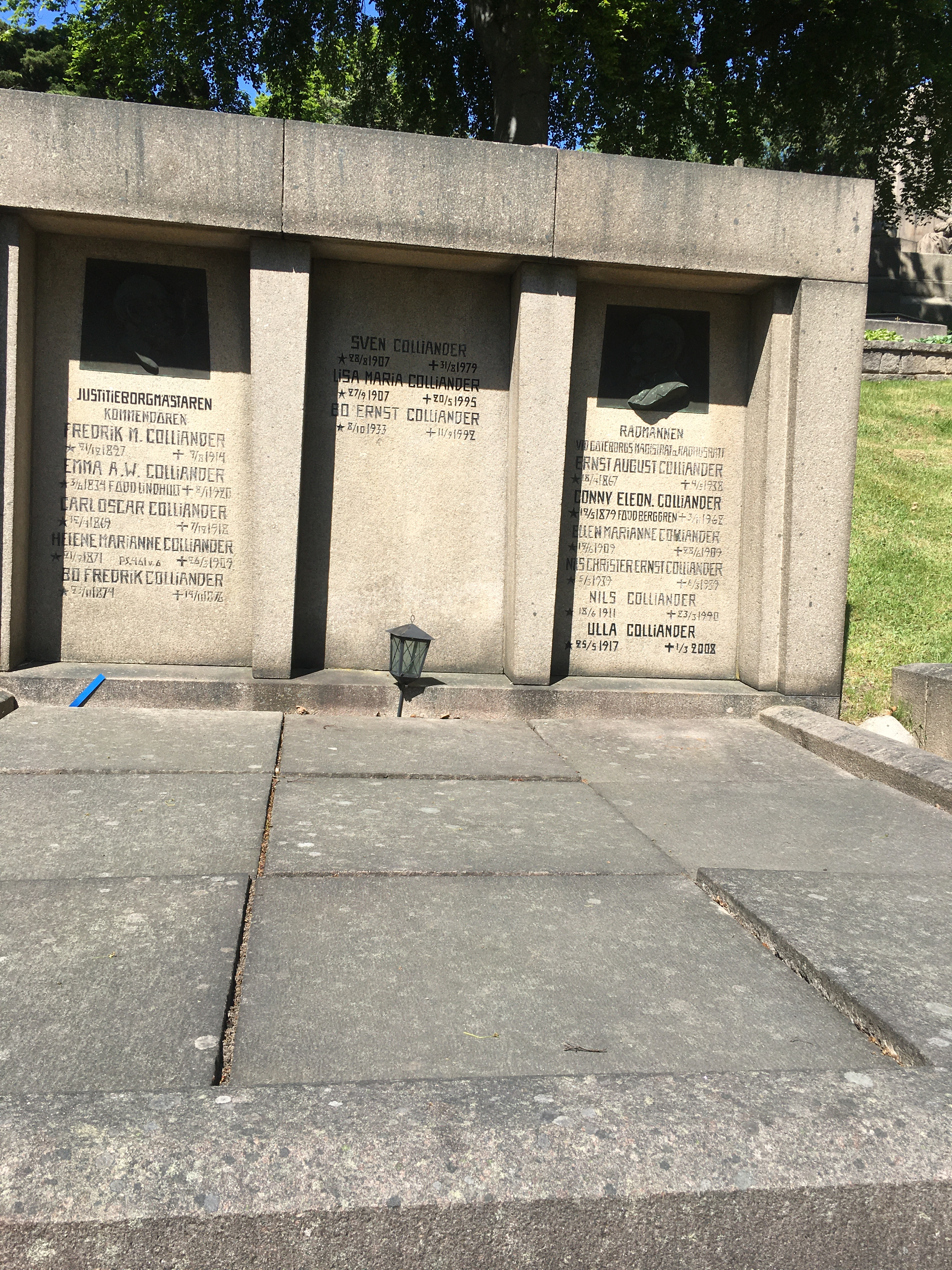
Fredrik Mauritz Collianders grav

Fredrik Mauritz Colliander, född 21 december 1827, död 9 augusti 1914 i Göteborg, var justitieborgmästare i Göteborgs stad 1883–1907.
Han var gift med Emma Lindhult (1834–1920), syster till sångpedagogen Oscar Lindhult. Makarna Colliander är begravda på Östra kyrkogården i Göteborg.